# Komaryszki
Komaryszki (lit. Kamariškė) – wieś na Litwie, w okręgu uciańskim, w rejonie jezioroskim, w starostwie Turmont.
Dawnej zaścianek i folwark.

## Historia
W czasach zaborów w granicach Imperium Rosyjskiego.
W dwudziestoleciu międzywojennym kolonia (wcześniej zaścianek) i folwark leżały w Polsce, w województwie nowogródzkim (od 1926 w województwie wileńskim), w powiecie brasławskim, w gminie Smołwy.
Według Powszechnego Spisu Ludności z 1921 roku zamieszkiwało
- kolonię – 32 osoby, wszystkie były wyznania rzymskokatolickiego i zadeklarowały polską przynależność narodową. Było tu 7 budynków mieszkalnych[3]. W 1931 w 9 domach zamieszkiwały 32 osoby[4].
- folwark – 14 osób, wszystkie były wyznania rzymskokatolickiego i zadeklarowały polską przynależność narodową. Były tu 2 budynki mieszkalne[3]. W 1931 w 1 domu zamieszkiwało 14 osób[4].

Wierni należeli do parafii rzymskokatolickiej w Smołwach. Miejscowości podlegały pod Sąd Grodzki w m. Turmont i Okręgowy w Wilnie; właściwy urząd pocztowy mieścił się w m. Turmont.